# NGC 2719
NGC 2719 este o low-surface-brightness galaxy⁠(d) situată în constelația Linxul. A fost descoperită în 28 martie 1786 de către William Herschel. Se află la o distanță de 51,1 de megaparseci de Pământ.